# Винен
Винен (њем. Winnen) општина је у њемачкој савезној држави Рајна-Палатинат. Једно је од 192 општинска средишта округа Вестервалд. Према процјени из 2010. у општини је живјело 444 становника. Посједује регионалну шифру (AGS) 7143314.

## Географски и демографски подаци
Винен се налази у савезној држави Рајна-Палатинат у округу Вестервалд. Општина се налази на надморској висини од 428 метара. Површина општине износи 3,3 km². У самом мјесту је, према процјени из 2010. године, живјело 444 становника. Просјечна густина становништва износи 136 становника/km².